# Persone di nome Benedetto
| Questa pagina contiene informazioni ricavate automaticamente dalle voci biografiche con l'ausilio del template Bio e di un bot. L'aggiornamento è periodico e automatico e ricostruisce completamente la pagina. Se manca una persona in questa lista, sei pregato di non aggiungerla, ma accertati piuttosto che la sua voce biografica contenga il template Bio e che i dati anagrafici siano correttamente compilati. Se il template Bio manca, inseriscilo tu stesso o, in alternativa, metti l'avviso {{tmp\|Bio}} che ne segnala la mancanza. Se i dati riportati sono sbagliati, correggi direttamente la voce biografica; le modifiche saranno visibili in questa lista entro pochi giorni. Per chiarimenti vedi il progetto antroponimi. La lista contiene solo le 262 persone che sono citate nell'enciclopedia e per le quali è stato implementato correttamente il template Bio. Pagina aggiornata al 22 lug 2025. |

Questa è una lista di persone presenti nell'enciclopedia che hanno il nome Benedetto, suddivise per attività principale.

## Abati(3)
- Benedetto Biscop, abate inglese (Northumbria, n. 628 - Abbazia di Wearmouth-Jarrow, † 690)
- Benedetto Latilla, abate, arcivescovo cattolico e teologo italiano (Napoli, n. 1710 - Napoli, † 1767)
- Benedetto Scafi, abate italiano (Santopadre, n. 1806 - Santopadre, † 1879)

## Archeologi(1)
- Benedetto Lonza, archeologo e storico dell'arte italiano (Capodistria, n. 1904 - Trieste, † 1971)

## Architetti(8)
- Benedetto Alfieri, architetto e politico italiano (Roma, n. 1699 - Torino, † 1767)
- Benedetto da Maiano, architetto e scultore italiano (Maiano, n. 1442 - Firenze, † 1497)
- Benedetto Brunati, architetto e ingegnere italiano (Torino, n. 1784 - Torino, † 1862)
- Benedetto Drei, architetto italiano (Firenze - Roma, † 1637)
- Benedetto Faustini, architetto e scultore italiano (Terni, n. 1836 - Terni, † 1895)
- Benedetto Feroggio, architetto italiano (Camburzano, n. 1718 - Torino, † 1763)
- Benedetto Molli, architetto e gesuita italiano (Roma, n. 1597 - Roma, † 1657)
- Benedetto Quarantino, architetto e ingegnere italiano (Milano - Milano)

## Arcivescovi(1)
- Benedetto, arcivescovo

## Arcivescovi cattolici(4)
- Benedetto Ala, arcivescovo cattolico italiano (Cremona - Urbino, † 1620)
- Benedetto Bonazzi, arcivescovo cattolico e grecista italiano (Marigliano, n. 1840 - Benevento, † 1915)
- Benedetto D'Acquisto, arcivescovo cattolico, teologo e filosofo italiano (Monreale, n. 1790 - Palermo, † 1867)
- Benedetto Lavecchia Guarnieri, arcivescovo cattolico italiano (Canicattì, n. 1813 - Siracusa, † 1896)

## Attori(1)
- Benedetto Lo Monaco, attore italiano (Alcamo, n. 1956)

## Avvocati(3)
- Benedetto Carratelli, avvocato e politico italiano (Amantea, n. 1891 - † 1966)
- Camillo Mango, avvocato e politico italiano (Potenza, n. 1864 - Napoli, † 1937)
- Benedetto Pasquini, avvocato, politico e imprenditore italiano (Foligno, n. 1899 - Foligno, † 1967)

## Beati(1)
- Benedetto Pareto, beato italiano

## Bibliotecari(1)
- Benedetto Bresciani, bibliotecario e letterato italiano (Firenze, n. 1658 - Firenze, † 1740)

## Cabarettisti(1)
- Benedetto Casillo, cabarettista e attore italiano (Napoli, n. 1950)

## Calciatori(5)
- Benedetto Benedetti, calciatore italiano (Pietrasanta, n. 1907 - Lucca, † 1978)
- Benedetto De Angelis, ex calciatore e allenatore di calcio italiano (Roma, n. 1929)
- Benedetto Del Re, calciatore e allenatore di calcio italiano (Sammichele di Bari, n. 1905 - Carbonara di Bari, † 1981)
- Benedetto Gola, calciatore, ingegnere e dirigente sportivo italiano (Chieri, n. 1904 - Castellamonte, † 1988)
- Benedetto Stella, calciatore e allenatore di calcio italiano (Darfo Boario Terme, n. 1913 - Rio de Janeiro, † 1993)

## Cardinali(14)
- Benedetto Accolti il Giovane, cardinale e arcivescovo cattolico italiano (Firenze, n. 1497 - Firenze, † 1549)
- Benedetto Aloisi Masella, cardinale italiano (Pontecorvo, n. 1879 - Roma, † 1970)
- Benedetto Caetani, cardinale italiano (Roma, † 1296)
- Benedetto Cappelletti, cardinale e vescovo cattolico italiano (Rieti, n. 1764 - Rieti, † 1834)
- Benedetto Colonna Barberini di Sciarra, cardinale italiano (Roma, n. 1788 - Roma, † 1863)
- Benedetto Erba Odescalchi, cardinale italiano (Como, n. 1679 - Milano, † 1740)
- Benedetto Farabrik, cardinale italiano (San Ginesio)
- Benedetto Giustiniani, cardinale italiano (Chio, n. 1554 - Roma, † 1621)
- Benedetto Lomellini, cardinale e vescovo cattolico italiano (Genova, n. 1517 - Roma, † 1579)
- Benedetto Lorenzelli, cardinale e arcivescovo cattolico italiano (Badi di Castel di Casio, n. 1853 - Bucciano, † 1915)
- Benedetto Naro, cardinale italiano (Roma, n. 1744 - Roma, † 1832)
- Benedetto Pamphilj, cardinale e librettista italiano (Roma, n. 1653 - Roma, † 1730)
- Benedetto Ubaldi, cardinale e vescovo cattolico italiano (Perugia, n. 1588 - Perugia, † 1644)
- Benedetto Veterani, cardinale italiano (Urbino, n. 1703 - Roma, † 1776)

## Cartografi(2)
- Benedetto Marzolla, cartografo e geografo italiano (Brindisi, n. 1801 - Napoli, † 1858)
- Benedetto Scotto, cartografo, matematico e navigatore italiano (Genova)

## Ceramisti(1)
- Benedetto di Giorgio, ceramista italiano (Faenza - Siena)

## Chitarristi(1)
- Benedetto di Ponio, chitarrista italiano (Roma, n. 1898 - Roma, † 1964)

## Ciclisti su strada(1)
- Benedetto Patellaro, ex ciclista su strada italiano (Monreale, n. 1960)

## Compositori(6)
- Benedetto Ghiglia, compositore, direttore d'orchestra e pianista italiano (Fiesole, n. 1921 - Roma, † 2012)
- Benedetto Junck, compositore italiano (Torino, n. 1852 - † 1903)
- Benedetto Marcello, compositore, poeta e scrittore italiano (Venezia, n. 1686 - Brescia, † 1739)
- Benedetto Neri, compositore italiano (Rimini, n. 1771 - Milano, † 1841)
- Benedetto Pallavicino, compositore e organista italiano (Cremona - † 1601)
- Benedetto Vinaccesi, compositore e organista italiano (Brescia - Venezia, † 1719)

## Condottieri(3)
- Benedetto Crivelli, condottiero italiano (Milano - Padova, † 1516)
- Benedetto Giraldi della Rovere, condottiero italiano (Mondolfo - Governolo, † 1526)
- Benedetto Strozzi, condottiero e politico italiano (Mantova)

## Diplomatici(3)
- Benedetto Capilupi, diplomatico italiano (Mantova, n. 1461 - Mantova, † 1518)
- Benedetto Capomazza di Campolattaro, diplomatico italiano (Napoli, n. 1903 - Roma, † 1991)
- Benedetto Cotrugli, diplomatico e economista dalmata (Ragusa, n. 1416 - L'Aquila, † 1469)

## Dogi(2)
- Benedetto Gentile Pevere, doge (Genova, n. 1490 - Genova, † 1555)
- Benedetto Viale, doge (Genova, n. 1660 - Genova, † 1749)

## Fantini(1)
- Benedetto Bartaletti, fantino italiano (Pistoia)

## Filologi(1)
- Benedetto Marzullo, filologo classico e grecista italiano (Cava dei Tirreni, n. 1923 - Roma, † 2016)

## Filosofi(3)
- Benedetto Croce, filosofo, storico e politico italiano (Pescasseroli, n. 1866 - Napoli, † 1952)
- Benedetto Fioretti, filosofo, filologo e teologo italiano (Mercatale, n. 1579 - Pistoia, † 1642)
- Benedetto Pereira, filosofo, teologo e linguista spagnolo (Ruzafa - Roma, † 1610)

## Fisici(1)
- Benedetto Vigna, fisico e dirigente d'azienda italiano (Potenza, n. 1969)

## Fondisti(1)
- Benedetto Carrara, ex fondista italiano (Serina, n. 1955)

## Francescani(2)
- Benedetto Polacco, francescano e esploratore polacco
- Benedetto Sinigardi, francescano italiano (Arezzo - Arezzo, † 1282)

## Generali(1)
- Benedetto Pasqua di Bisceglie, generale italiano (Trani, n. 1890 - Roma, † 1941)

## Giornalisti(2)
- Benedetto Ferrara, giornalista e scrittore italiano (Roma, n. 1961)
- Benedetto Migliore, giornalista e critico letterario italiano (Trapani, n. 1892 - Roma, † 1956)

## Giuristi(7)
- Benedetto da Piombino, giurista e diplomatico italiano (Piombino, n. 1340 - Padova, † 1410)
- Benedetto da Isernia, giurista italiano (Isernia)
- Benedetto Ghislandi, giurista italiano (Bergamo - Bergamo, † 1519)
- Benedetto Barzi, giurista e diplomatico italiano (Perugia, n. 1389 - Ferrara, † 1459)
- Benedetto Conforti, giurista e magistrato italiano (Napoli, n. 1930 - Napoli, † 2016)
- Benedetto Mandina, giurista e vescovo cattolico italiano (Melfi, n. 1548 - Napoli, † 1604)
- Benedetto Vadi di Fossombrone, giurista italiano (Fossombrone)

## Grammatici(1)
- Benedetto Di Falco, grammatico e scrittore italiano (Napoli)

## Imprenditori(1)
- Benedetto Walter, imprenditore italiano

## Incisori(2)
- Benedetto Bordiga, incisore e cartografo italiano (Varallo, n. 1766 - Varallo, † 1847)
- Benedetto Eredi, incisore italiano (Ravenna, n. 1750 - Firenze)

## Ingegneri(3)
- Benedetto Brin, ingegnere, ammiraglio e politico italiano (Torino, n. 1833 - Roma, † 1898)
- Benedetto Colajanni, ingegnere e attore italiano (Catania, n. 1927 - Scopello, † 2009)
- Benedetto De Beni, ingegnere italiano (Costermano sul Garda, n. 1903 - Seriate, † 1966)

## Librettisti(1)
- Domenico Lalli, librettista italiano (Napoli, n. 1679 - Venezia, † 1741)

## Mafiosi(4)
- Benedetto Aloi, mafioso statunitense (New York, n. 1935 - New York, † 2011)
- Benedetto Capizzi, mafioso italiano (Palermo, n. 1944 - Milano, † 2023)
- Benedetto Santapaola, mafioso italiano (Catania, n. 1938)
- Benedetto Spera, mafioso italiano (Belmonte Mezzagno, n. 1934)

## Magistrati(1)
- Nitto Palma, magistrato e politico italiano (Roma, n. 1950)

## Matematici(1)
- Benedetto Maria Castrone, matematico e religioso italiano (Palermo - Palermo, † 1748)

## Medaglisti(1)
- Benedetto Pistrucci, medaglista italiano (Roma, n. 1783 - Windsor, † 1855)

## Medici(4)
- Benedetto Frizzi, medico e letterato italiano (Ostiano, n. 1757 - Ostiano, † 1844)
- Benedetto Trompeo, medico italiano (Biella, n. 1797 - Torino, † 1872)
- Benedetto Viale Prelà, medico italiano (Bastia, n. 1796 - Roma, † 1874)
- Benedetto Vulpes, medico italiano (Pescocostanzo, n. 1783 - Napoli, † 1855)

## Militari(3)
- San Benedetto, militare (Cupra Marittima, † 304)
- Benedetto Ippolito Maffeis, militare e partigiano italiano (Gazzaniga, n. 1920 - Cefalonia, † 1943)
- Benedetto Zaccaria, militare e politico italiano (Genova - Isola di Chio, † 1307)

## Miniatori(2)
- Benedetto da Fiesole, miniatore e pittore italiano (Vicchio - † 1448)
- Benedetto Bordone, miniatore, cartografo e geografo italiano (Padova, n. 1450 - Padova, † 1530)

## Missionari(1)
- Benedetto da Benevento, missionario italiano (Benevento - Międzyrzecz, † 1003)

## Monaci cristiani(5)
- Benedetto da Norcia, monaco cristiano italiano (Norcia, n. 480 - Montecassino, † 547)
- Benedetto d'Aniane, monaco cristiano visigoto (Villeneuve-lès-Maguelone - Aquisgrana, † 821)
- Benedetto di Sant'Andrea del Soratte, monaco cristiano e scrittore italiano
- Benedetto Calati, monaco cristiano italiano (Pulsano, n. 1914 - Camaldoli, † 2000)
- Benedetto Castelli, monaco cristiano, matematico e fisico italiano (Brescia, n. 1578 - Roma, † 1643)

## Montatori(1)
- Benni Atria, montatore italiano (Castelvetrano, n. 1962)

## Musicisti(1)
- Benedetto Micheli, musicista, librettista e poeta italiano (Roma, n. 1699 - Roma, † 1784)

## Navigatori(1)
- Benedetto Bresca, marinaio italiano (n. 1530 - Sanremo, † 1603)

## Nobili(5)
- Benedetto di Savoia, nobile italiano (Reggia di Venaria Reale, n. 1741 - Roma, † 1808)
- Benedetto, nobile ungherese
- Benedetto della Sassetta, nobile e politico italiano
- Benedetto II Zaccaria, nobile italiano
- Benedetto degli Alessandri, nobile e politico italiano (n. 1424 - † 1493)

## Notai(1)
- Benedetto Giovio, notaio e storico italiano (Como, n. 1471 - Como, † 1545)

## Oculisti(1)
- Benedetto Strampelli, oculista italiano (Roma, n. 1904 - Roma, † 1987)

## Papi(15)
- Papa Benedetto I, papa e vescovo (Roma - Roma, † 579)
- Papa Benedetto II, papa, vescovo e santo (Roma, n. 635 - Roma, † 685)
- Papa Benedetto III, papa, cardinale e vescovo italiano (Roma - Roma, † 858)
- Papa Benedetto IV, papa e vescovo italiano (Roma - † 903)
- Papa Benedetto V, papa e cardinale italiano (Roma - Amburgo, † 965)
- Papa Benedetto VI, papa e cardinale italiano (Roma - Roma, † 974)
- Papa Benedetto VII, papa e vescovo italiano (Roma - Roma, † 983)
- Papa Benedetto VIII, papa, cardinale e vescovo italiano (Roma - Roma, † 1024)
- Papa Benedetto XI, papa, vescovo cattolico e cardinale italiano (Treviso, n. 1240 - Perugia, † 1304)
- Papa Benedetto IX, papa e cardinale italiano (Roma - Grottaferrata)
- Papa Benedetto XII, papa, vescovo cattolico e cardinale francese (Saverdun, n. 1285 - Avignone, † 1342)
- Papa Benedetto XIII, papa, vescovo cattolico e cardinale italiano (Gravina in Puglia, n. 1649 - Roma, † 1730)
- Papa Benedetto XIV, papa, arcivescovo cattolico e cardinale italiano (Bologna, n. 1675 - Roma, † 1758)
- Papa Benedetto XV, papa, arcivescovo cattolico e cardinale italiano (Genova, n. 1854 - Roma, † 1922)
- Papa Benedetto XVI, papa, arcivescovo cattolico e cardinale tedesco (Marktl, n. 1927 - Città del Vaticano, † 2022)

## Partigiani(2)
- Detto Dalmastro, partigiano, politico e dirigente d'azienda italiano (Cuneo, n. 1907 - Cuneo, † 1975)
- Benedetto de Besi, partigiano italiano (Padova, n. 1926 - Piacenza d'Adige, † 1944)

## Patriarchi cattolici(1)
- Benedetto Falier, patriarca cattolico italiano († 1207)

## Patrioti(4)
- Benedetto Ilarj, patriota italiano (Genova, n. 1785 - Macerata, † 1857)
- Benedetto Musolino, patriota e politico italiano (Pizzo, n. 1809 - Pizzo, † 1885)
- Benedetto Orazio Paternò Castello, patriota e politico italiano (Catania, n. 1810 - Catania, † 1885)
- Benedetto Ponticelli, patriota e politico italiano (Roccastrada, n. 1840 - Grosseto, † 1899)

## Pedagogisti(1)
- Benedetto Vertecchi, pedagogista italiano (Cascia, n. 1944)

## Pistard(1)
- Benedetto Pola, pistard italiano (Borgosatollo, n. 1915 - Borgosatollo, † 2000)

## Pittori(27)
- Benedetto Bandiera, pittore italiano (Perugia - Perugia, † 1634)
- Benedetto Bembo, pittore e miniatore italiano (Brescia - † 1489)
- Benedetto da Marone, pittore italiano (Brescia - Brescia)
- Benedetto Bonfigli, pittore italiano (Perugia, n. 1420 - † 1496)
- Benedetto Brandimarte, pittore italiano (Lucca)
- Benedetto Caliari, pittore italiano (Verona, n. 1538 - Venezia, † 1598)
- Benedetto Carpaccio, pittore italiano (Venezia - Capodistria)
- Benedetto Coda, pittore italiano (Treviso - † 1535)
- Benedetto Condorelli, pittore italiano (Catania, n. 1878 - Catania, † 1950)
- Benedetto Fortini, pittore italiano (Settignano, n. 1676 - Firenze, † 1732)
- Benedetto Gennari senior, pittore italiano (Cento, n. 1563 - Cento, † 1610)
- Benedetto Gennari junior, pittore italiano (Cento, n. 1633 - Bologna, † 1715)
- Benedetto Ghirlandaio, pittore italiano (Firenze, n. 1458 - Firenze, † 1497)
- Betto Lotti, pittore e incisore italiano (Taggia, n. 1894 - Como, † 1977)
- Benedetto Luti, pittore italiano (Firenze, n. 1666 - Roma, † 1724)
- Benedetto Marini, pittore italiano (Urbino - Piacenza, † 1630)
- Benedetto Montagna, pittore e incisore italiano (Vicenza)
- Benedetto Nucci, pittore italiano (Cagli, n. 1515 - † 1596)
- Benedetto Orsi, pittore e architetto italiano (Pescia, n. 1600 - † 1680)
- Benedetto Pagni, pittore italiano (Pescia, n. 1503 - Mantova, † 1578)
- Benedetto Rusconi, pittore italiano (Venezia, n. 1460 - Venezia, † 1525)
- Benedetto Servolini, pittore italiano (Firenze, n. 1805 - † 1879)
- Betto Tesei, pittore italiano (Jesi, n. 1898 - Jesi, † 1953)
- Benedetto Veli, pittore italiano (Firenze, n. 1564 - † 1639)
- Benedetto Zalone, pittore italiano (Pieve di Cento, n. 1595 - † 1644)
- Benedetto dal Buono, pittore italiano (Lugo, n. 1711 - Lugo, † 1775)
- Benedetto di Bindo, pittore italiano (Perugia, † 1417)

## Poeti(6)
- Benedetto da Cingoli, poeta italiano (Siena, † 1495)
- Chariteo, poeta, oratore e letterato spagnolo (Barcellona - Napoli, † 1514)
- Benedetto Di Virgilio, poeta italiano (Villetta Barrea, n. 1600 - Roma, † 1667)
- Benedetto Ferrari, poeta e compositore italiano (Reggio nell'Emilia, n. 1597 - Modena, † 1681)
- Benedetto Menzini, poeta italiano (Firenze, n. 1646 - Roma, † 1704)
- Benedetto Schenone, poeta italiano

## Politici(23)
- Benedetto Adragna, politico e giornalista italiano (Martina Franca, n. 1952)
- Benedetto Bono, politico e avvocato italiano (Belgirate, n. 1765 - Milano, † 1811)
- Benedetto Bunico, politico italiano (n. 1801 - Nizza, † 1863)
- Benedetto Cairoli, politico, patriota e militare italiano (Pavia, n. 1825 - Napoli, † 1889)
- Benedetto Cappello, politico e funzionario italiano (Venezia, n. 1653 - Venezia, † 1701)
- Benedetto Capponi Giulii, politico italiano (Capestrano, n. 1842 - Milano, † 1891)
- Benedetto Cirmeni, politico e giornalista italiano (Mineo, n. 1854 - Roma, † 1935)
- Benedetto Cottone, politico italiano (Marsala, n. 1917 - Roma, † 2018)
- Bettino Craxi, politico italiano (Milano, n. 1934 - Hammamet, † 2000)
- Benedetto Da Lezze, politico italiano (Venezia, n. 1578 - Venezia, † 1623)
- Benedetto Del Castillo, politico e avvocato italiano (Cerda, n. 1922 - Roma, † 1996)
- Benedetto Della Vedova, politico italiano (Sondrio, n. 1962)
- Benedetto Deodato, politico italiano (n. 1826)
- Benedetto Fabre, politico italiano (n. 1809 - Torino, † 1877)
- Benedetto Francesco Fucci, politico italiano (Andria, n. 1952)
- Benedetto Giovanelli, politico e storico italiano (Trento, n. 1774 - Trento, † 1846)
- Fabio Granata, politico italiano (Caltanissetta, n. 1959)
- Benedetto Majorana della Nicchiara, politico italiano (Catania, n. 1899 - Catania, † 1982)
- Benedetto Maramotti, politico e prefetto italiano (Reggio Emilia, n. 1823 - Roma, † 1896)
- Benedetto Vincenzo Nicotra, politico, giurista e magistrato italiano (Lentini, n. 1933 - Lentini, † 2018)
- Benedetto Nicotra, politico italiano (Catania, n. 1953)
- Benedetto Scillamà, politico e magistrato italiano (Caltagirone, n. 1845 - Palermo, † 1918)
- Benedetto Emanuele di San Giuseppe, politico italiano (Alcamo, n. 1847 - Torino, † 1906)

## Presbiteri(8)
- Benedetto da Urbino, presbitero e predicatore italiano (Urbino, n. 1560 - Fossombrone, † 1625)
- Benedetto Buommattei, presbitero e grammatico italiano (Firenze, n. 1581 - Firenze, † 1647)
- Benedetto Fioravante, presbitero e numismatico italiano (Roma, n. 1682 - † 1737)
- Benedetto Landriani, presbitero italiano (Busto Arsizio, n. 1650 - Busto Arsizio, † 1730)
- Benedetto Menni, presbitero italiano (Milano, n. 1841 - Dinan, † 1914)
- Benedetto Richeldi, presbitero italiano (Serramazzoni, n. 1912 - Modena, † 1997)
- Benedetto Riposati, presbitero, latinista e filologo classico italiano (Cabbia di Montereale, n. 1903 - Rieti, † 1986)
- Benedetto Stay, presbitero, latinista e poeta italiano (Ragusa di Dalmazia, n. 1714 - Roma, † 1801)

## Pugili(1)
- Benedetto Gravina, ex pugile italiano (Bari, n. 1956)

## Rabbini(1)
- Benedetto Carucci Viterbi, rabbino e biblista italiano (Roma, n. 1960)

## Religiosi(5)
- Benedetto Bacchini, religioso, storico e critico letterario italiano (Borgo San Donnino, n. 1651 - Bologna, † 1721)
- Benedetto da San Fratello, religioso italiano (San Fratello - Palermo, † 1589)
- Benedetto Fontanini, religioso italiano (Mantova, n. 1495 - Mantova, † 1556)
- Benedetto Ricasoli, religioso italiano (Montegrossi - Coltibuono, † 1107)
- Benedetto Tiezzi, religioso italiano (Foiano della Chiana - Roma, † 1531)

## Santi(2)
- Benedetto di Hermillon, santo francese
- Benedetto Giuseppe Labre, santo francese (Amettes, n. 1748 - Roma, † 1783)

## Scrittori(3)
- Benedetto Luschino, scrittore italiano (Firenze, n. 1470)
- Benedetto Rubino, scrittore, letterato e antropologo italiano (San Fratello, n. 1884 - Acquedolci, † 1958)
- Benedetto Tudino, scrittore italiano (Sant'Andrea del Garigliano, n. 1950)

## Scultori(8)
- Benedetto Antelami, scultore e architetto italiano (Val d'Intelvi)
- Benedetto da Rovezzano, scultore e architetto italiano (Canapale, n. 1474 - Vallombrosa)
- Benedetto Briosco, scultore e architetto italiano (Pavia - Pavia)
- Benedetto Buglioni, scultore italiano (Firenze, n. 1461 - Firenze, † 1521)
- Benedetto Cacciatori, scultore italiano (Carrara, n. 1794 - Carrara, † 1871)
- Benedetto Civiletti, scultore italiano (Palermo, n. 1845 - Palermo, † 1899)
- Benedetto De Lisi, scultore e artigiano italiano (Palermo, n. 1898 - Palermo, † 1967)
- Benedetto De Lisi, scultore italiano (Palermo, n. 1831 - Palermo, † 1875)

## Storici(2)
- Benedetto Baudi di Vesme, storico e ingegnere italiano (Torino, n. 1858 - Torino, † 1919)
- Benedetto Dei, storico italiano (Firenze, n. 1418 - Firenze, † 1492)

## Tipografi(2)
- Benedetto Faelli, tipografo e editore italiano (Bombiana, n. 1460 - Bologna, † 1523)
- Benedetto Sborgi, tipografo italiano (Firenze, n. 1821 - Firenze, † 1904)

## Umanisti(3)
- Benedetto Accolti il Vecchio, umanista italiano (Arezzo, n. 1415 - Firenze, † 1464)
- Benedetto Tagliacarne, umanista e vescovo cattolico italiano (Sarzana, n. 1480 - Grasse, † 1536)
- Benedetto Varchi, umanista, scrittore e storico italiano (Firenze, n. 1503 - Firenze, † 1565)

## Vescovi(5)
- Benedetto I di Milano, vescovo italiano (Milano - Milano, † 725)
- Benedetto, vescovo italiano (Piemonte - Novara)
- Benedetto, vescovo italiano
- Benedetto XIV, vescovo francese (Rouergue - Foix)
- Benedetto Revelli, vescovo italiano (Liguria - † 900)

## Vescovi cattolici(16)
- Benedetto Ardinghelli, vescovo cattolico italiano (Firenze - † 1383)
- Benedetto Benedetti, vescovo cattolico italiano († 1636)
- Benedetto d'Alignan, vescovo cattolico francese (Alignan-du-Vent - Marsiglia, † 1268)
- Benedetto Cerretani, vescovo cattolico italiano († 1383)
- Benedetto Cervone, vescovo cattolico italiano (Campagna, n. 1732 - Napoli, † 1788)
- Benedetto De Luca, vescovo cattolico italiano (Venezia, n. 1684 - Treviso, † 1750)
- Benedetto Denti, vescovo cattolico italiano (Palermo, n. 1782 - Caltagirone, † 1853)
- Benedetto Andrea Doria, vescovo cattolico italiano (Rogliano, n. 1722 - La Spezia, † 1794)
- Benedetto Falconcini, vescovo cattolico, giurista e scrittore italiano (Volterra, n. 1657 - Arezzo, † 1724)
- Benedetto Guidalotti, vescovo cattolico italiano (Perugia, † 1429)
- Benedetto Mandina, vescovo cattolico italiano (Melfi, n. 1580 - Tropea, † 1646)
- Benedetto Oliva, vescovo cattolico italiano (L'Aquila - Roma, † 1576)
- Benedetto Pucilli, vescovo cattolico italiano (Tolfa, n. 1716 - Sezze, † 1786)
- Benedetto Riccabona de Reichenfels, vescovo cattolico italiano (Cavalese, n. 1807 - Trento, † 1879)
- Benedetto Solari, vescovo cattolico italiano (Chiavari, n. 1742 - Genova, † 1814)
- Benedetto Tuzia, vescovo cattolico italiano (Subiaco, n. 1944)

## Vescovi ortodossi(1)
- Benedetto di Gerusalemme, vescovo ortodosso greco (Bursa, n. 1892 - Gerusalemme, † 1980)

## Violoncellisti(1)
- Benedetto Mazzacurati, violoncellista e compositore italiano (Napoli, n. 1898 - Sanremo, † 1984)

## Zoologi(1)
- Benedetto Lanza, zoologo e biologo italiano (Firenze, n. 1924 - Firenze, † 2016)

## Senza attività specificata(2)
- Benedetto Baldassari, cantante castrato italiano (Londra, † 1739)
- Benedetto XIV, francese